# Hello Hello Hello
『Hello Hello Hello』（ハロー・ハロー・ハロー）は、日本のロックバンド、アナログフィッシュのミニアルバム。
2004年9月23日、エピックレコードジャパンよりリリース。

## 概要
- 前作から3ヶ月ぶりに発売された。前作アルバムがインディーズ時代の曲をまとめたものであったため、本作はメジャーデビューしてからリリースされた初の新音源となる。
- 発売当時、ソニー・ミュージックエンタテインメントが推進していたレーベルゲートCD2での発売であった。のちにLGCD2は廃止され、それに伴いCD-DA盤が再発された。

## 収録曲
1. Hello (4:04)
（作詞：下岡晃）
2. ラブホ (4:23)
（作詞：佐々木健太郎）
3. チンパンジー (3:20)
（作詞：佐々木健太郎）
4. 山手ライナー (2:19)
（作詞：佐々木健太郎）
5. ナイトライダー (4:35)
（作詞：下岡晃）

全作曲・編曲：アナログフィッシュ